# ماري آن ماكلويد ترمب
ماري آن ترامب (بالغيلية الإسكتلندية: Màiri Anna NicLeòid) (10 مايو 1912 - 7 أغسطس 2000)، هي زوجة المطور العقاري فريد ترامب ووالدة دونالد ترامب الرئيس الخامس والأربعون للولايات المتحدة.
وُلدت ماري ترامب في منطقة هبريدس الخارجية في اسكتلندا، وهاجرت إلى الولايات المتحدة في عام 1930 وأصبحت مواطنة متجنسة في مارس 1942. قامت بتربية خمسة أطفال مع زوجها وعاشت في منطقة نيويورك.

## نشأتها
وُلدت ماري آن ماكلويد في منزل ريفي ضمن ملكية والدها منذ عام 1895 في تونغ في جزيرة لويس. وصف المؤرخون وعلماء الأنساب المحليون المُلكيات والعقارات في تلك المجتمعات في ذلك الوقت بأنها «قذرة بشكل لا يوصف» وتتميز بـ «بؤس الإنسان». اندلاع الحرب العالمية الأولى أضعف كل من اقتصادها وعدد سكانها من الذكور. نشأت ماكلويد في أسرة من الناطقين باللغة الغيلية الإسكتلندية، وكانت الأصغر ضمن عشرة أطفال ولدوا لكل من مالكوم ماكلويد (1866-1954) وماري ماكلويد (ني سميث؛ 1867-1963). كان والدها مزارع، صياد وضابط دوام في مدرستها. كانت اللغة الإنجليزية هي لغتها الثانية، التي تعلمتها في المدرسة التي التحقت بها حتى الصف الثامن. أجدادها من طرف والدها ألكساندر ماكلويد وآن ماكلويد.
جديها من طرف والدها هما ألكساندر ماكلويد وآن ماكلويد. وجديها من طرف أمها كانا دونالد سميث وماري ماكولاي. كانوا ينحدروا من مواقع فاتسكير ولوتش الجنوبية، حيث عانت بعض أجيال العائلة من عمليات إخلاء المرتفعات ‏.

## الهجرة إلى الولايات المتحدة
يعتقد، بسبب تواجد العديد من الأخوات اللاتي أقمن في الولايات المتحدة، أن ماري آن ماكلويد قد زارت الولايات المتحدة لأول مرة لإقامة قصيرة في ديسمبر 1929. صدر لها تأشيرة هجرة رقم 26698 في غلاسكو في 17 فبراير 1930. في 2 مايو، غادرت ماكلويد غلاسكو على متن الباخرة آر إم إس ترانسيلفانيا ‏ لتصل إلى مدينة نيويورك في 11 مايو (يوم واحد بعد عيد ميلادها الثامن عشر). أعلنت أنها تنوي أن تصبح مواطناً أميركياً وستبقى في أمريكا بشكل دائم.
وبذلك أصبحت تعتبر مهاجرة اقتصادية، واحدة من عشرات الآلاف من الشباب الإسكتلنديين الذين غادروا للولايات المتحدة أو كندا خلال هذه الفترة، تاركين إسكتلندا بعد أن عانت بشدة من آثار عملية الطرد من المرتفعات ‏ والحرب العالمية الأولى. تسرد قائمة الركاب الأجانب في ترانسيلفانيا مهنتها كعاملة منزلية.
بعد وصولها إلى الولايات المتحدة وهي تحمل مبلغ 50 دولارًا (مكافئة لمبلغ 750$ في 2018)، عاشت ماكلويد مع أختها الكبرى كريستينا ماثيسون في لونغ آيلاند حيث عملت كخادمة منزلية لمدة أربع سنوات على الأقل. يبدو أن إحدى هذه الوظائف التي شغرتها كانت مربية أطفال لعائلة ميسورة في إحدى ضواحي نيويورك، ولكن تم إلغاء الوظيفة بسبب الصعوبات الاقتصادية الناجمة عن الكساد العظيم. تذكر إحدى الروايات، «بدأت الحياة في أمريكا كخادمة فقيرة تحاول الهروب من الفقر المدقع الذي عانت منه في موطنها الأصلي». بعد الحصول على تصريح إعادة دخول للولايات المتحدة ‏ - والذي يُمنح فقط للمهاجرين الذين يعتزمون البقاء والحصول على الجنسية - عادت إلى إسكتلندا على متن الباخرة إس إس كاميرونا ‏ في 12 سبتمبر 1934. تم تسجيلها كأحد سكان نيويورك بحلول أبريل 1935 وذلك ضمن تعداد الولايات المتحدة عام 1940. في عام 1936، تزوجت من فريد ترامب في مدينة نيويورك.
على الرغم من أن استمارة التعداد لعام 1940 التي قدمتها ماري آن وفريد ترامب ذكرت أنها كانت مواطنة متجنسة، إلا أنها لم تصبح قانونيا كذلك حتى 10 مارس 1942. ومع ذلك، لا يوجد أي دليل على أنها انتهكت أي قوانين للهجرة قبل تجنيسها، لأنها سافرت كثيرًا إلى الخارج وتمكنت بعد ذلك من العودة إلى الولايات المتحدة وكثيرا ما عادت ماكلويد إلى منطقتها في إسكتلندا خلال فترة حياتها وتحدثت الغيلية وهي هنالك.

## الزواج والأسرة والأنشطة
في أوائل ثلاثينيات القرن العشرين، قيل إن ماكلويد قابلت فريد ترامب في حفل راقص. تزوجا في كنيسة ماديسون أفنيو المشيخية ‏ في يناير 1936، تحت رعاية جورج آرثر بوتريك ‏. أقيم حفل زفاف لـ 25 ضيفًا في فندق كارليل ‏ في مانهاتن. في 5 أبريل 1937، أنجبت طفلتها الأولى، ماريان ترامب باري، تليها فريدريك كريست ترامب جونيور (1938-1981)، وإليزابيث ترامب غراو (مواليد 1942)، ودونالد ترامب (مواليد 1946)، وروبرت ترامب (من مواليد 1948). أدت الولادة الأخيرة إلى علية استئصال الرحم طارئة وبالكاد نجت ماكلويد.

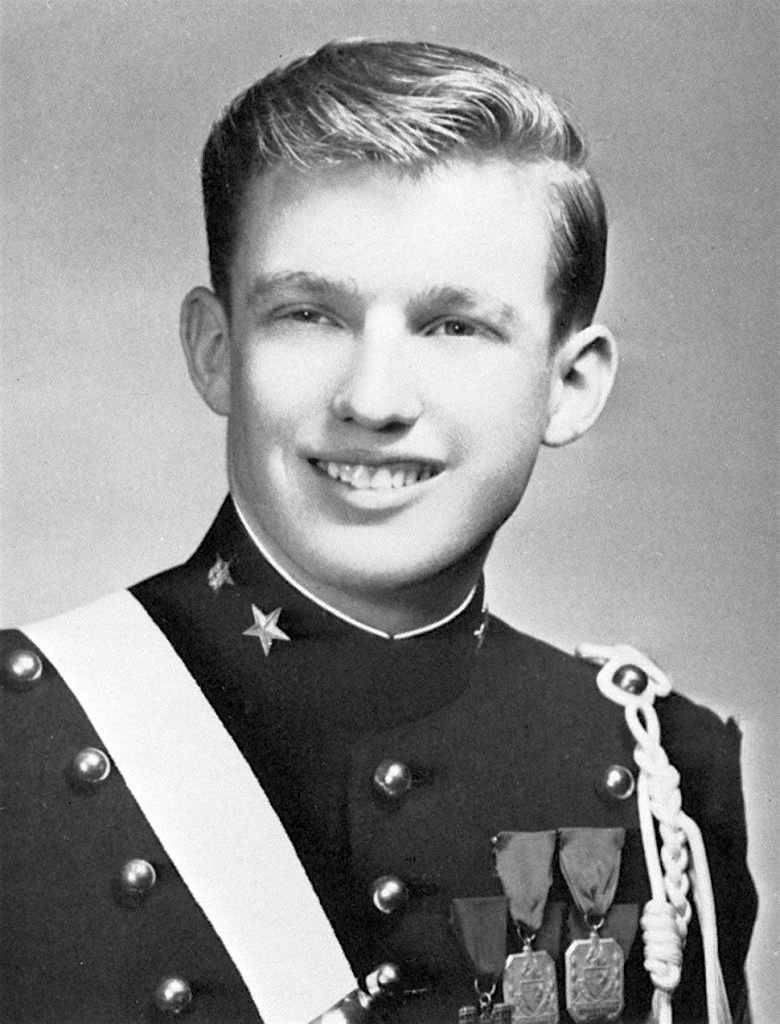
دونالد ترامب سنة 1964

عاشت العائلة في جامايكا، كوينز ‏ وفي وقت لاحق على انتقلوا إلى جامايكا إستيتس ‏. في البداية، كانوا يعيشون في منزل حماتها. أنت حياة الزوجان تتحرك صعودا وبحلول عام 1940 كانا قد اتخذا منزلًا إسكتلنديًا خاص بهما. كانت ماكلويد ربة منزل ولكنها ساعدت زوجها في بعض الأحيان في نشاطه العقاري، حيث كانت تجمع العملات المعدنية من آلات الغسيل في المباني السكنية المملوكة للعائلة. قادت رولز رويس التي تحمل لوحات مخصصة ‏ باسم "MMT".
عملت كمتطوعة في المستشفى وشاركت في الأنشطة المدرسية والجمعيات الخيرية. شملت أنشطتها تحسين وضع المصابين بالشلل الدماغي والجهود المبذولة لتحسين حياة البالغين المعاقين ذهنياً. أصبحت تعرفاسم ترامب وأصبحت ناشطة في كل من جيش الخلاص، وفتيان الكشافة الأمريكية، والمنارة للمكفوفين ‏، هذا بخلاف الجمعيات الخيرية الأخرى. كان لها دور كبير في مساعدة النساء في مستشفى جامايكا وكذلك في حضانة جامايكا داي. تبرعت هي وزوجها بالوقت والجهد والخدمات والعديد من المباني ذات الصفة الطبية في جميع أنحاء نيويورك. علاوة على ذلك، فإن جناح دار رعاية المسنين المكون من 228 سريرًا في المركز الطبي لمستشفى جامايكا، حيث قضت سنوات متطوعة ضمنه، قد سمي باسمها. أنتمت ترامب إلى العديد من الأندية الاجتماعية.
كوالدة كانت أكثر تحفظًا من زوجها. لم يحظ أصدقاء أطفالها بتفاعلات منها كما كان زوجها يفعل. في المظهر، كانت بسيطة هيكلية جسمها، ولكن كانت تهتم بتصفيفة شعرها، تلك التصفيفية التي وصفت بأنها «دوامة برتقالية ديناميكية». كان الأمر مشتركا مع ابنها دونالد، الذي كتب ذات مرة، «بالنظر إلى الوراء، أدركت الآن أنني حصلت على بعض شعوري بالبراعة من والدتي.»

## وفاتها
مع تقدمها في السن عانت من مرض هشاشة العظام الشديد. في 31 أكتوبر 1991، تم سرقتها أثناء تسوقها في يونيون تيرنبيك ‏ بالقرب من منزلها. وتم إلقاؤها على الرصيف بعد أن سرقة 14 دولارًا من حقيبتها. أصيبت بعدة كسور في الأضلاع وكدمات في الوجه وكسور مي مختلف جسمها ونزيف في المخ وتلف دائم في بصرها وسمعها. قام سائق شاحنة توصيل يدعى لورانس هربرت بالقبض على مهاجمها البالغ من العمر 16 عامًا. لاحقا قام دونالد ترامب بمكافأة ذلك السائق بشيك أنقذه من فقدان منزله بسبب حبس الرهن.
توفي زوجها فريد عن عمر يناهز 93 عامًا في يونيو 1999. وتوفيت هي بعده بعام وذلك في 7 أغسطس 2000 في مركز لونغ آيلاند اليهودي الطبي ‏ في نيو هايد بارك، نيويورك، عن عمر يناهز 88 عامًا. أقيمت مراسم الوفاة في كنيسة ماربل كوليجيت [الإنجليزية] في مانهاتن ودُفنت جنبًا إلى جنب مع زوجها وابنها (فريد جونيور) في مقبرة اللوثران لجميع الأديان في ميدل فيليدج، كوينز ‏. حمل نصل نعي الوفاة في جريدة ستورنواي، في في مسقط رأسها في إسكتلندا: «أنتقلت بسلام في نيويورك، في 7 أغسطس، ماري آن ترامب، عن عمر بالغ 88 عامًا. ابنة الراحلين مالكولم وماري ماكلويد، 5 تونغ. ستفتقد كثيرا.»